# Бакур IV
Бакур IV или Бакур II (груз. ბაკურ IV, лат. Bacurius) — царь Иберии с 534 по 547 из династии Хосроидов, 38-й царь Картли.
Относительно нумерации этого Бакура есть дискуссия: одни исследователи считают его среди Бакуров династии Хосроидов, тогда он соответствует номеру «II», другие — по общей нумерации иберийских царей, тогда уже он соответствует «IV».

## История
Бакур — сын и преемник царя Дачи. Его отец, согласно средневековому грузинскому летописцу Джуаншериани, умер, оставив маленьких детей, и Иберия попала под контроль Сасанидов. Предполагается что он уже смолоду, около 514 года был объявлен соправителем своего отца.
В 523 году в результате вторжения иранских войск шахиншаха Кавада I, территория Иберии была захвачена, царь Гурген бежал в Византию, а отец Бакура понижен до марзпана (наместника), но сохранял титул царя в отношениях с Византией. Впрочем, в 523 или 528 году Бакур также потерял царский титул, что, вероятно, было следствием Иберийской войны между Византией и Персией.

### Марзпан
В 534 году после смерти отца стал новым царём, получив титул марзпана от Ирана и признание царского титула от Византии. Пытался маневрировать между этими государствами, пытаясь возродить мощь своего.
В 540 году зафиксирован первый марзпан Сасанидской Иберии — Пиран Гушнаспа. Вероятно, он контролировал деятельность иберийского царя. В 541 году Бакур предположительно присоединился к византийцам во время новой войны с Ираном.
По разным сведениям, он умер во время боевых действий. Трон перешёл к его старшему сыну Фарсману V.